# Kamonia
Kamonia est une localité, chef-lieu de territoire de la province du Kasaï en république démocratique du Congo.

## Géographie
Elle est située à 20 km de la route nationale RP706 et à 64 km au sud du chef-lieu provincial Tshikapa

## Administration
Chef-lieu de territoire de 17 161 électeurs recensés en 2018, la localité a le statut de commune rurale de moins de 80 000 électeurs, elle compte 7 conseillers municipaux en 2019.